# Дмитриев, Антон Георгиевич
Анто́н Гео́ргиевич Дми́триев (1917—2009) — советский механизатор, бригадир тракторной бригады колхоза «Заветы Ильича» Старобешевского района Донецкой области, Герой Социалистического Труда (1966).

## Биография
Родился 25 апреля 1917 года в Екатеринославской губернии (ныне Донецкой области Украины).
С 1932 года работал рядовым рабочим в совхозе «Металлист» Старобешевского района Донецкой области. В 1934—1935 годах учился на курсах трактористов при Старобешевской машинно-тракторной станции (МТС), где и проработал трактористом до 1941 года.
Осенью 1941 года по распоряжению депутата Верховного Совета УССР, был направлен военкоматом для эвакуации в колхоз имени Будённого Теректинского района Западно-Казахстанской области.
В 1944 году вернулся в родной колхоз и до 1958 года работал помощником бригадира тракторной бригады колхоза «Заветы Ильича».
За высокие урожаи подсолнечника, успехи, достигнутые в увеличении заготовок пшеницы, гречихи, проса, кукурузы и других зерновых и кормовых культур, Указом Президиума Верховного Совета СССР от 23 июня 1966 Дмитриеву А. Г. присвоено звание Героя Социалистического Труда с вручением ордена Ленина и золотой медали «Серп и молот».
Ушел на пенсию в 1978 году, но продолжал работать в должности завскладом колхоза «Заветы Ильича».

## Награды
- Герой Социалистического Труда (23.06.1966)
- два ордена Ленина, орден Октябрьской революции, орден Трудового Красного Знамени, 2 медали «За успехи в социалистическом хозяйстве», с медали «Участнику Всесоюзной сельскохозяйственной выставки», медаль «За доблестный труд», 2 медали «За успехи в народном хозяйстве», серебряная медаль «За успехи в социализации сельского господарства СССР», медаль «Ветеран труда», значок «Отличник сельского хозяйства» (1978).